# Shannon Beiste
Shannon Beiste, der ofte omtales som Coach Beiste, er en tilbagevendende fiktiv karakter fra Fox' musikalske komedie-drama-serie Glee. Karakteren er portrætteret af skuespiller Dot-Marie Jones, og har optrådt i Glee siden den anden sæsons premiere "Audition", den 21. september 2010. Coach Beiste introduceres som et mesterskab-vindende fodboldtræner, som er hentet til Mckinley for at fører McKinley High's fodboldhold til succes. Hun kommer straks i konflikt med cheerleader træner Sue Sylvester (Jane Lynch) og korets instruktør Will Schuester (Matthew Morrison), selvom hun og Will til sidst bliver gode venner. I hendes første år styrer Beiste holdet med succes til sin første mesterskab. Da karakteren vender tilbage i den tredje sæson bliver hun, i tillæg til fodboldtræner, co-leder for skolens Musical og kører valgene til senior klasse præsident. Hun starter også med at date hendes første kæreste, Ohio State fodboldtalentespejer Cooter Menkins (Eric Bruskotter), selvom hun finder sig selv i konkurrence med Sue for ham. Selvom hun og Cooter senere gifter sig, finder Beiste senere støtte fra Sue da Beiste bliver offer for vold i hjemmet .
Jones fik Emmy nomineringer i 2011 og 2012 for Outstanding Guest Actress in a Comedy Series som Beiste i Glee's anden og tredje sæson. Beiste's sæson to storyline i episoden "Never Been Kissed" blev kritiseret af mange korrekturlæsere, selvom de roste Jones' skuespil. Beiste i tredje sæson er blevet beskrevet som "troværdige og dybtfølt", og Jones som "strålende".

## Hovedhistorie

### Sæson 2
I anden sæson af Glee bliver Shannon Beiste indført som ny fodboldtræner for McKinley High Titans i premierepisoden, "Audition". Hun kommer til William McKinley High med en misundelsesværdig rekord af at træne succesfulde fodboldhold, og Principal Figgins (Iqbal Theba) øger fodboldholdets budget for hende ved at reducere cheerleader og korets budgetter, der alarmerer henholdsvis træner Sue Sylvester (Jane Lynch) og instruktør Will Schuester (Matthew Morrison), og driver dem ind i en midlertidig alliance imod hende. Beiste er bestyrtet over deres uhøflighed, men tilgiver Will, da han undskylder og udvikler et venskab med ham.  Hun overvejer at træde tilbage fra posten som træner, da hun finder ud af, at flere studerende har fantaserer om hende for at bremse deres seksuelle ophidselse. Will får de studerende til at undskylde og får hendes tilgivelse. Han finder også ud af, at Beiste aldrig er blevet kysset, hvilket fører til at han giver hende et første kys som en venlig gestus.  Beiste hjælper senere kor-medlemmer med at bevare Brittany's (Heather Morris) fortsatte tro på julemanden: forklædt som Santa, forklarer hun til Bretagne, hvorfor hendes ønske, at hendes kæreste Artie (Kevin McHale)) kan komme til at gå igen, ikke kan imødekommes; senere opnår hun anonymt at få en ReWalk, der kan lade Artie at gå i korte perioder.  Da en strid kommer i mellem fodboldholdets kormedlemmer og ikke-kormedlemmer, tvinger Beiste hele fodboldhold til at arbejde sammen med koret i en uge, og til trods de støder på modstand, er planen i sidste ende vellykket og holdet vinder mesterskabet spillet.  Under episoden "Blame It på Alcohol", tager Beiste Will med på en rodeo bar, hvor hun synger sin første ledende vokal i en duet med ham: "One Bourbon, One Scotch, One Beer".

### Sæson 3
I tredje sæson, fortsætter Beiste som fodboldtræner, og er ansat af Will som medleder til skolens musical West Side Story med studievejleder Emma Pillsbury (Jayma Mays) og Artie. Hun beordrer hendes fodboldhold til at spille Jets i serien.  Hun tager opgaven med at lede skolevalget. I episoden "The First Time" begynder hun at date Ohio State talentspejder Cooter Menkins (Eric Bruskotter), der spejder efter talent på McKinley. Hun opdager i "I Kissed a Girl", som Sue er blevet hendes rival til Cooter's kærlighed. Hun kommer ligeledes til at indse, at hun elsker ham, hvorved hun synger hendes første solo sang, "Jolene". Hun fortæller senere Emma og Sue, i episoden "Yes/No", at hun og Cooter impulsivt er blevet gift.  Et par måneder senere, i episoden "Choke", blev hun slået af sin mand, Cooter, og fik et blåt øje. Selvom hun oprindeligt blev overbevist af Sue og Roz Washington (NeNe Leakes) for at forlade ham for hendes egen sikkerhed, vender Beiste senere hjem og giver Cooter en ny chance,  selv om hun i sidste ende forlader ham og giver ham hendes vielsesring tilbage. 

## Udvikling
Shannon Beiste spilles af skuespillerinden Dot-Marie Jones, der første gang dukkede op i den anden sæsons premiereepisode "Audition". Beiste blev etableret straks som en karakter, der kunne gå tå til tå med cheerleading træner Sue Sylvester, og som en yderst kompetent fodboldtræner med en misundelsesværdig rekord af mesterskaber. En artikel beskrev Beiste som en "såret gigantisk 40-årig, der aldrig havde været kysset", og Jones' skildring af hende som "humoristisk og hjerteskærende". 
Jones havde tidligere arbejdet med Glee's skabere Ryan Murphy og Brad Falchuk om Nip/Tuck, og da hun mødte Falchuk i et lokal supermarked, sagde hun til ham, " 'Skriv mig noget', bare for sjov, du ved, men ikke rigtig." Alligevel blev hun chokeret over at hører fra hende agent to måneder senere at Murphy havde gjort det. Hun vidste meget lidt om, hvilken rolle hun skulle spille: "Da jeg underskrev min kontrakt, har karakteren ikke engang har et navn - bare to anførselstegn." 
Jones var studerende og professionel atlet, spillede hun flere sportsgrene i gymnasiet, fik et spotsstipendium til Fresno State University, kom på en sjette plads i kuglestød til de Olympiske Lege i 1988 og "har vundet 15 arm wrestling verdensmesterskaber"  Hun trak på sin erfaring fra at have arbejdet "fire og et halvt år i låsning ved Juvenile Hall i Fresno med unge lovovertrædere". 
I hendes skuespillerkarriere, har Jones "spilles hver en hård chick som muligt", og i begyndelsen af 2012 beskrev hun rolle som Beiste som én "hvor jeg stadig kommer til at være den hårde træner, men være sårbar, har hjerte og har en kærlighedsliv". 

## Modtagelse
I Beiste første episode, "Audition", skrev The Wall Street Journal's Raymund Flandez at hun var "det mest interessante karakter for så vidt", og én "hvis komiske sortiment er maniske som Coach Sue", og Amy Reiter fra The Los Angeles Times sagde, at hun "spillede med en perfekt blanding af dyriskhed og nåde".  I Beiste fjerde optræden i episoden med titlen "Never Been Kissed", blev hendes historie mødt med kritik, selvom den Jones' optræden ikke blev. Reiter sætter spørgsmålstegn ved, hvorfor Beiste blev valgt til at se efter gymnasieelever for at "måle sin egen fordelartighed", et element hun fandt "diset og skummelt".  James Poniewozik fra Time kritiserede skildringen af Beiste, som en genstand for medlidenhed, og følte at Will's adfærd var værre end den studerendes, da han handlede med "forbløffende nedladenhed" og kyssede hende.  Både Poniewozik og MTV's Aly Semigran uglesete den måde seerne blev gjort medskyldige i Beiste's ydmygelse ved at blive inviteret til at le ad hende, på hendes bekostning,  og Linda Holmes fra NPR kritiserede Glee for at benægte Beiste værdighed, med den observation, at sådan et plot aldrig ville være blevet givet til Kurt. Todd VanDerWerff fra The A.V. Club kommenterede negativt om den måde Glee spiller på Beiste's "maskulin natur", mens serien samtidig belærer seerne mod at spotte hende. Han kaldte det kys på "en eller anden måde både inderlig og helt rystende".  IGN's Robert Canning roste Jones i hendes "bedste præstation i denne sæson", samt Beistes "rå og reelle" bekendelse til Will. 
Joel Keller fra AOLTV roste Jones i "A Very Glee Christmas" for at "skinne i denne historie" som Coach Beiste:" Hendes scene som Santa og derefter hendes medvidende udtryk, da hun så Artie gå en tur, var de bedste øjeblikke af episoden." 